# ムッちゃんの詩
『ムッちゃんの詩』（むっちゃんのうた）は、1982年に出版された中尾町子による太平洋戦争の実体験に基づく児童文学作品、及び、同書を原作とする映画作品。

## 概要

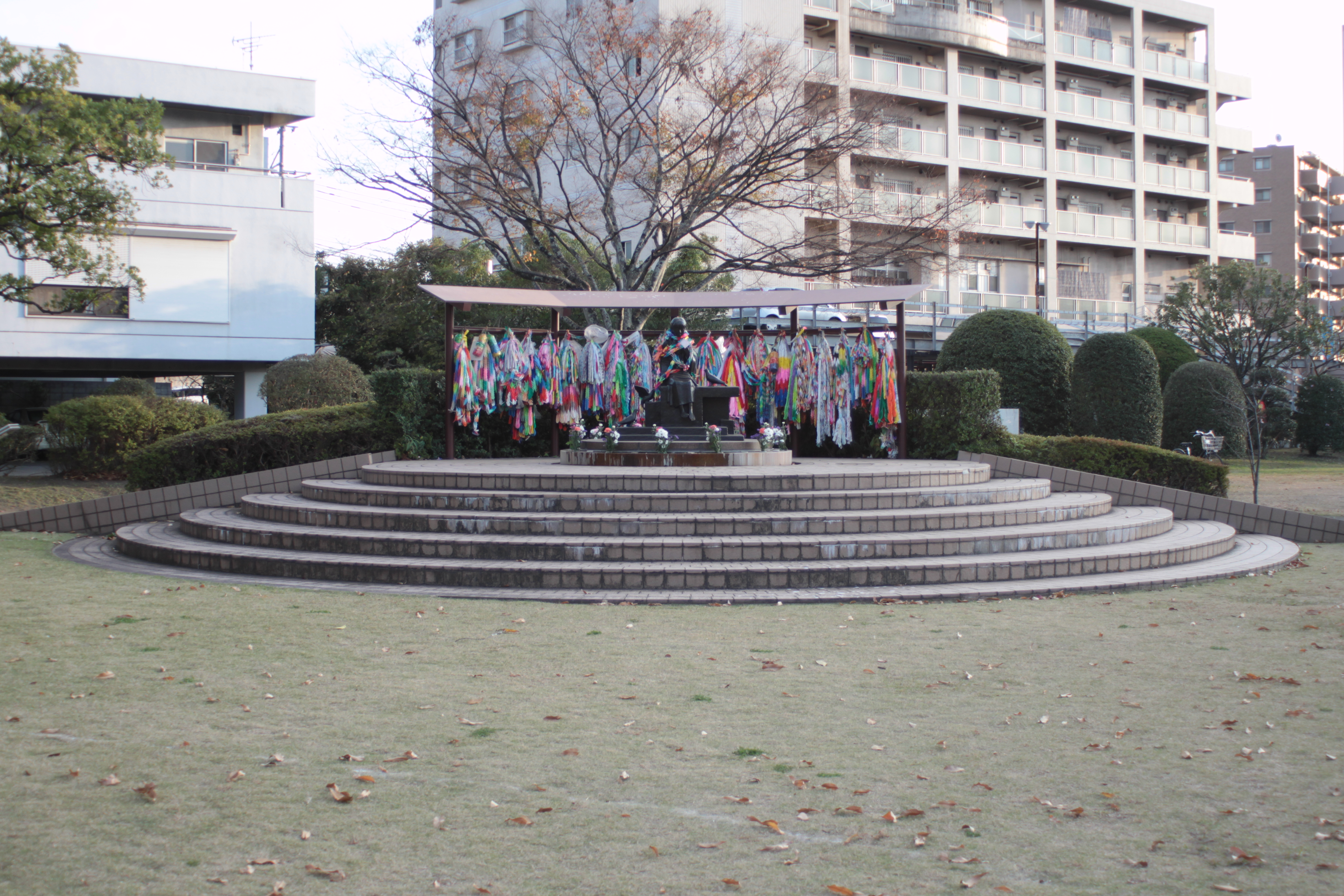

著者の体験をもとに、太平洋戦争の終戦間近に疎開先の大分市で出会った睦子（ムッちゃん）という孤児の少女が、結核に冒され、防空壕に隔離されて終戦も知らされずに息をひきとるまでを描いた作品。
1977年に作者が投稿した手記が毎日新聞に掲載されたことをきっかけとして、ムッちゃんという少女の存在が世に知られるようになった。その後、1982年1月に兵庫県神戸市の高校生が劇化して上演した記事を掲載すると、ある家族から「記念像を建ててほしい」と毎日新聞に寄付金が寄せられ、それをきっかけとして全国から寄付金が寄せられた。同年に児童文学作品としてまとめられて出版され、1985年に映画化もされている。映画の制作会社は関西共同映画社。
舞台となった大分市にある平和市民公園のわんぱく広場には、1983年8月に村上炳人作のムッちゃん平和像が立てられ、毎年8月中旬にはムッちゃん平和祭が開催されている。また、京都市北区にある立命館大学国際平和ミュージアムには、ムッちゃん平和像の原像が展示されている。

## 映画版

### スタッフ
- 製作 - 福富芳樹
- 企画 - 福富芳樹
- プロデューサー - 時実象平、原田昇
- 監督 - 堀川弘通
- 助監督 - 中島俊彦
- 脚本 - 小森名津
- 原作 - 中尾町子
- 撮影 - 林淳一郎
- 音楽 - 川村栄二
- 美術 - 大橋豊一
- 照明 - 小中健二郎
- 編集 - 井上治

### キャスト
- 磯崎亜紀子 - 山下睦子（ムッちゃん）
- 山ノ井隆信 - 山下勝
- 有川博 - ムッちゃんの父
- 高林由紀子 - ムツちゃんの母
- 佐藤万理 - 香代姉ちゃん
- 諸角憲一 - 島崎昇
- 有常舞美 - 宮下町子（マコちゃん）
- 伊藤孝雄 - マコちゃんの父
- 柳川慶子 - マコちゃんの母
- 文野朋子 - 女将
- 中村美代子 - シゲ
- 塚本正雄 - 正一（正ちゃん）
- 工藤彰吾 - 弘
- 山本学司 - 健太
- 高原陽子 - 立花先生
- 麻生瑛子 - 歌江
- 米倉斉加年 - 金さん

## 朗読ミュージカル
京町主宰　サイランゲージによる朗読ミュージカル
上演日：2019年7月24日～26日、場所：汐留サイドグラディート汐留2F
スタッフ
- 監修 - 中尾町子
- 企画・脚本 - 京町
- 音楽 - 牛島心人
- ステージング，振り付け - リーズ・チャン
- 手話監修 - RIMI（手話パフォーマー）

- 短歌指導 - 大越陽

キャスト
- 田中結 - 山下睦子（ムッちゃん）

## 関連書籍等
- 中尾町子 原案 ; 中川正文 文 ; 四国五郎 絵．ムッちゃん．京都，山口書店，1982年（昭和57年）12月，40p.，ISBN 978-4-8411-1700-4．
- 関西共同映画社（編）、1985年4月15日『ムッちゃんの詩 : シナリオ』水曜社。157p
- 岡田陽；佐野正之．みんなで創る英語劇：3．東京，玉川大学出版部，1987年（昭和62年）6月，161p.，ISBN 978-4-472-12691-8．
- 中尾町子；福井逸治．ムッちゃんに導かれて : 主婦と記者が歩んだ平和への旅．東京，みき書房，1994年（平成6年）8月，244p.，ISBN 978-4895212755．
- 中尾町子；福井逸治．ムッちゃんに導かれて : 主婦と記者が歩んだ平和への旅．パーソナルケア，244p.，ISBN 978-4894930179．
- 福井逸治．ムッちゃんに学ぶ「戦争と平和」．東京，近代文芸社，2003年（平成15年）8月，235p.，ISBN 978-4-7733-7078-2．